# Zelotes erebeus
Espèce
Synonymes
- Melanophora erebea Thorell, 1871
- Prosthesima vespertina Canestrini, 1876
- Prosthesima serotina Chyzer & Kulczyński, 1897

Zelotes erebeus est une espèce d'araignées aranéomorphes de la famille des Gnaphosidae.

## Distribution
Cette espèce se rencontre en Europe et en Turquie.

## Description
Les mâles mesurent de 5,6 à 7,3 mm et les femelles de 5,6 à 9,5 mm.

## Publication originale
- Thorell, 1871 : Remarks on synonyms of European spiders. Part II. Uppsala, p. 97-228 (texte intégral).